# Zhuhai International Circuit
Zhuhai International Circuit är en racerbana utanför den kinesiska staden Zhuhai. 
De första motortävlingarna i Zhuhai hölls inne på stadens gator, men år 1996 stod Kinas första permanenta racerbana, Zhuhai International Circuit, klar. Här har hållits internationella tävlingar i serier som FIA GT Championship, A1 Grand Prix och Intercontinental Le Mans Cup, samt nationella tävlingar i Hong Kong Touring Car Championship och China Superbike Championship.

## Externa länkar

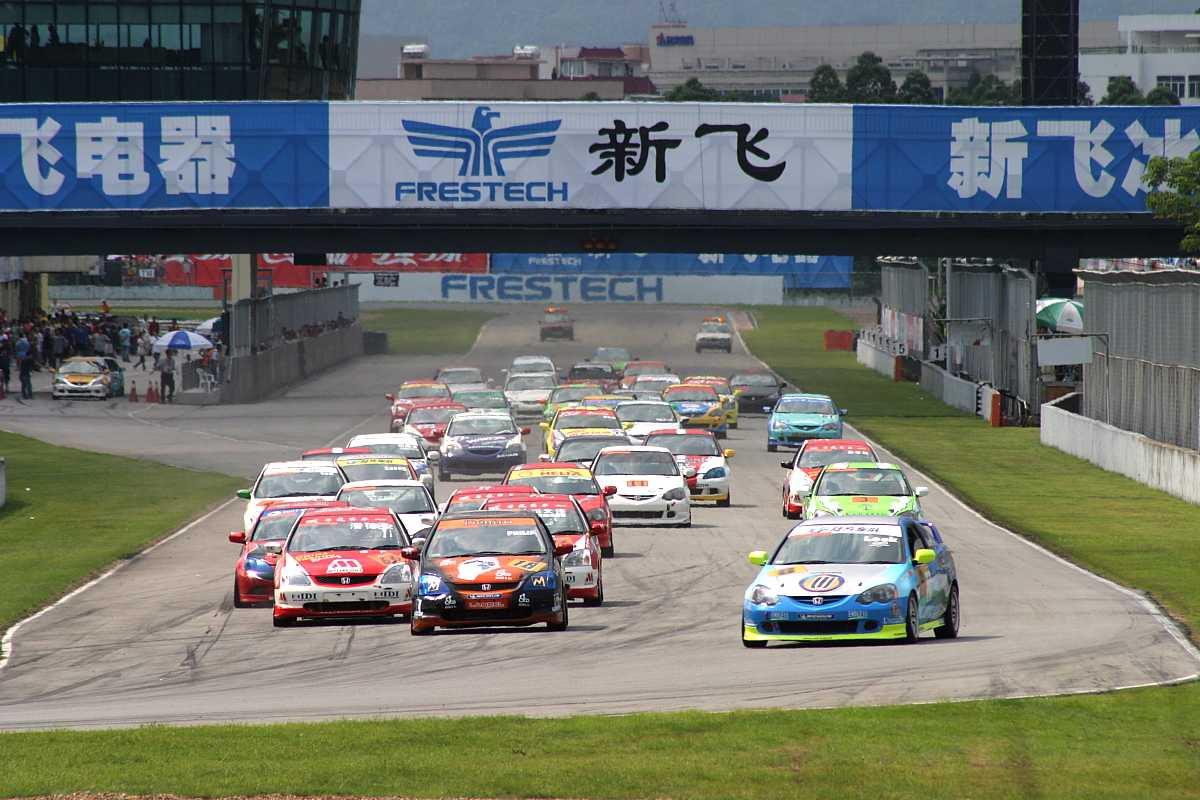
Hong Kong Touring Car Championship på Zhuhai International Circuit 2007.